# Norra Unnaryds socken
Norra Unnaryds socken i Småland ingick i Mo härad, ingår sedan 1971 i Jönköpings kommun i Jönköpings län och motsvarar från 2016 Norra Unnaryds distrikt.
Socknens areal är 87,68 kvadratkilometer, varav land 86,48. År 2000 fanns här 361 invånare. Kyrkbyn Norra Unnaryd med sockenkyrkan Norra Unnaryds kyrka ligger i socknen. 

## Administrativ historik
Norra Unnaryds socken har medeltida ursprung. 1545 införlivades Vallgårda socken. Före den 1 januari 1886 (ändring enligt beslut den 17 april 1885) var namnet Unnaryds socken.
Före 1887 var Kindbogårdarna en del av Älvsborgs län.
Vid kommunreformen 1862 övergick socknens ansvar för de kyrkliga frågorna till Norra Unnaryds församling och för de borgerliga frågorna till Norra Unnaryds landskommun.  Landskommunen inkorporerades 1952 i Södra Mo landskommun och 1971 uppgick detta område i Jönköpings kommun.  Församlingen uppgick 2006 i Norra Mo församling.
1 januari 2016 inrättades distriktet Norra Unnaryd, med samma omfattning som församlingen hade 1999/2000.  
Socknen har tillhört samma fögderier och domsagor som Mo härad. De indelta soldaterna tillhörde Jönköpings regemente, Mo härads kompani och Smålands grenadjärkår, Jönköpings kompani.

## Geografi
Norra Unnaryds socken ligger sydväst om Jönköping, kring övre Nissan. Socknen är en delvis kuperad mossrik iskogbygd med höjder i väster vid Komosse som når 347 meter över havet.

## Fornlämningar
Känt från socknen är några gravrösen från bronsåldern och stensättningar från äldre järnåldern.

## Namnet
Namnet (1346 Unnarydh) kommer från kyrkbyn. Förleden har antagits vara ett mansnamn Unne. Efterleden är ryd, 'röjning'.
Namnet var fram till 1 januari 1886 Unnaryds socken.

### Fotnoter
1. 1 2  Svensk Uppslagsbok andra upplagan 1947–1955: Norra+Unnaryd socken
2. 1 2  Harlén, Hans; Harlén Eivy (2003). Sverige från A till Ö: geografisk-historisk uppslagsbok. Stockholm: Kommentus. Libris 9337075. ISBN 91-7345-139-8
3. ↑  SCB folkräkningen 1890 andra delen Arkiverad 24 september 2015 hämtat från the Wayback Machine. sida 22 anm. till Jönköpings län not 1
4. ↑  ”Församlingar”. Statistiska centralbyrån. https://www.scb.se/hitta-statistik/regional-statistik-och-kartor/regionala-indelningar/forsamlingar/. Läst 30 december 2022.
5. ↑  Administrativ historik för Norra%20Unnaryd socken (Klicka på församlingsposten). Källa: Nationella arkivdatabasen, Riksarkivet.
6. ↑  Indelta soldater, torp och rotar i Jönköpings län Arkiverad 24 januari 2012 hämtat från the Wayback Machine. Jönköpingsbygdens Genealogiska Förening
7. 1 2  Sjögren, Otto (1931). Sverige geografisk beskrivning del 2 Östergötlands, Jönköpings, Kronobergs, Kalmar och Gotlands län. Stockholm: Wahlström & Widstrand. Libris 9939
8. 1 2  Nationalencyklopedin
9. ↑  Fornlämningar, Statens historiska museum: Norra Unnaryds socken
10. ↑  Fornminnesregistret, Riksantikvarieämbetet: Norra Unnaryds socken Fornminnen i socknen erhålls på kartan genom att skriva in sockennamn (utan "socken") i "Ange geografiskt område"
11. ↑  Mats Wahlberg, red (2003). Svenskt ortnamnslexikon. Uppsala: Institutet för språk och folkminnen. Libris 8998039. ISBN 91-7229-020-X. https://isof.diva-portal.org/smash/get/diva2:1175717/FULLTEXT02.pdf